# Casa dei cristalli
La Casa dei cristalli è un edificio neomoresco della città spagnola  di Melilla. È situato nella calle Generale Prim, nell'Ensanche Modernista. Fa parte dell'Insieme storico artistico della città di Melilla, un Bene di interesse culturale e quindi protetto dalla legge del Patrimonio storico spagnolo.

## Storia
Sui lotti 24 e 25 del quartiere Reina Victoria, Enrique Nieto progettò un edificio con un piano terra e un piano nobile, realizzando su questi lotti lo Skating Ring, una pista di pattinaggio su ghiaccio che fungeva da pista di bowling e su cui è stato poi costruito il Gran Hotel Reina Victoria tra il 1920 e il 1926, probabilmente secondo il progetto di Ramón Gironella, con la direzione dell'ingegnere militare Enrique Álvarez e dell'architetto Enrique Nieto, anche se è possibile che Jose Friberg e Alejandro Rodríguez Borlado abbiano partecipato al suo design. Fu inaugurato il 29 gennaio 1927 come Gran Hotel Reina Victoria, con 80 camere e un ascensore.
L'azienda fallì presto e il 5 settembre 1931 l'immobile fu messo all'asta giudiziaria e nel 1935 fu trasformato in palazzina per uffici, abitazioni e locali commerciali da Enrique Nieto per Salavdor Guitart Puigarnau, nel caso del piano terra, acquisendo il nome di Casa de los Cristales, grazie alla sua facciata in vetro continuo.
Nel 1983 è stato restaurato, installando lamine verdi al posto dei cristalli, e passando dal grigio, con dettagli in foglia oro, all'oro con colonne bianche.
Nel 2011 è stato sottoposto ad un nuovo restauro, su progetto di Fernando Barceló e Susana Jiménez Garrido, consolidando la struttura, ripristinando le facciate e gli interni e cambiando i serramenti.

## Descrizione
Dispone di piano terra, piano rialzato, quattro piani e una mansarda arretrata. È costruito con una struttura in calcestruzzo leggermente armato, con pilastri che sostengono delle travi, su cui poggiano le volte in mattoni, con tramezzi in mattoni, che consentono ampi spazi aperti e grandi aperture. Gli elementi in calcestruzzo sono realizzati con una cassaforma a perdere, prefabbricata ed esternamente ornamentale, nella quale vengono inseriti i tondini di acciaio e viene gettato il calcestruzzo.

### Esterno
Le facciate sono costituite da un piano terra con aperture rettilinee, un piano rialzato di archi a ferro di cavallo, con mensole a quarto di sfera che lasciano il posto a un gigantesco belvedere dove alcune finestre occupano l'intero spazio, separate e compartimentate con colonne nasridi nel primo piano, e pilastri nei due piani successivi delle facciate laterali, rifiniti ad archi al terzo piano, mentre il quarto piano ha gallerie sormontate da gronda su cui si trova un pavimento incassato, mentre lo smusso ha colonne fino al quarto piano che termina con archi che sostengono la grondaia.

### Interni

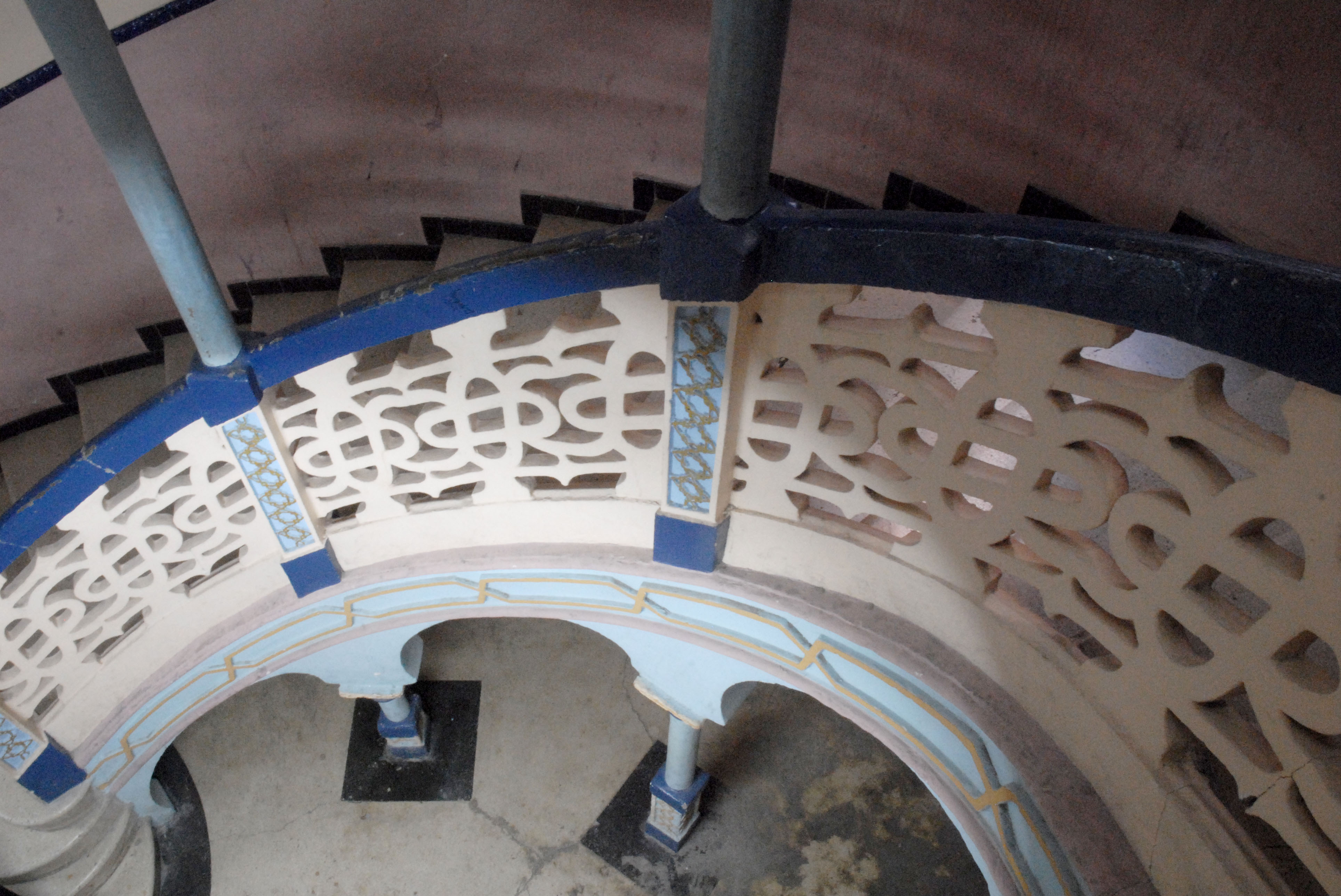
Particolare della scala interna

L'interno presenta una scala, a forma di mezza arancia con colonne nasridi.